# Gualjaina
Gualjaina est une petite localité d'Argentine située dans le département de Cushamen, au nord-ouest de la province de Chubut. 

Elle se trouve au niveau du confluent entre le río Gualjaina, affluent du río Chubut venu de la région de Tecka, et le río Lepá.

## Population
La localité comptait 648 habitants en 2001, soit un accroissement de 28 % par rapport aux 506 recensés en 1991.